# Lštění
Lštění – gmina w Czechach, w powiecie Benešov, w kraju środkowoczeskim. Według danych Czeskiego Urzędu Statystycznego z dnia 1 stycznia 2017 liczyła 402 mieszkańców.
W miejscowości jest przystanek kolejowy Lštění.